# Berlin Adler

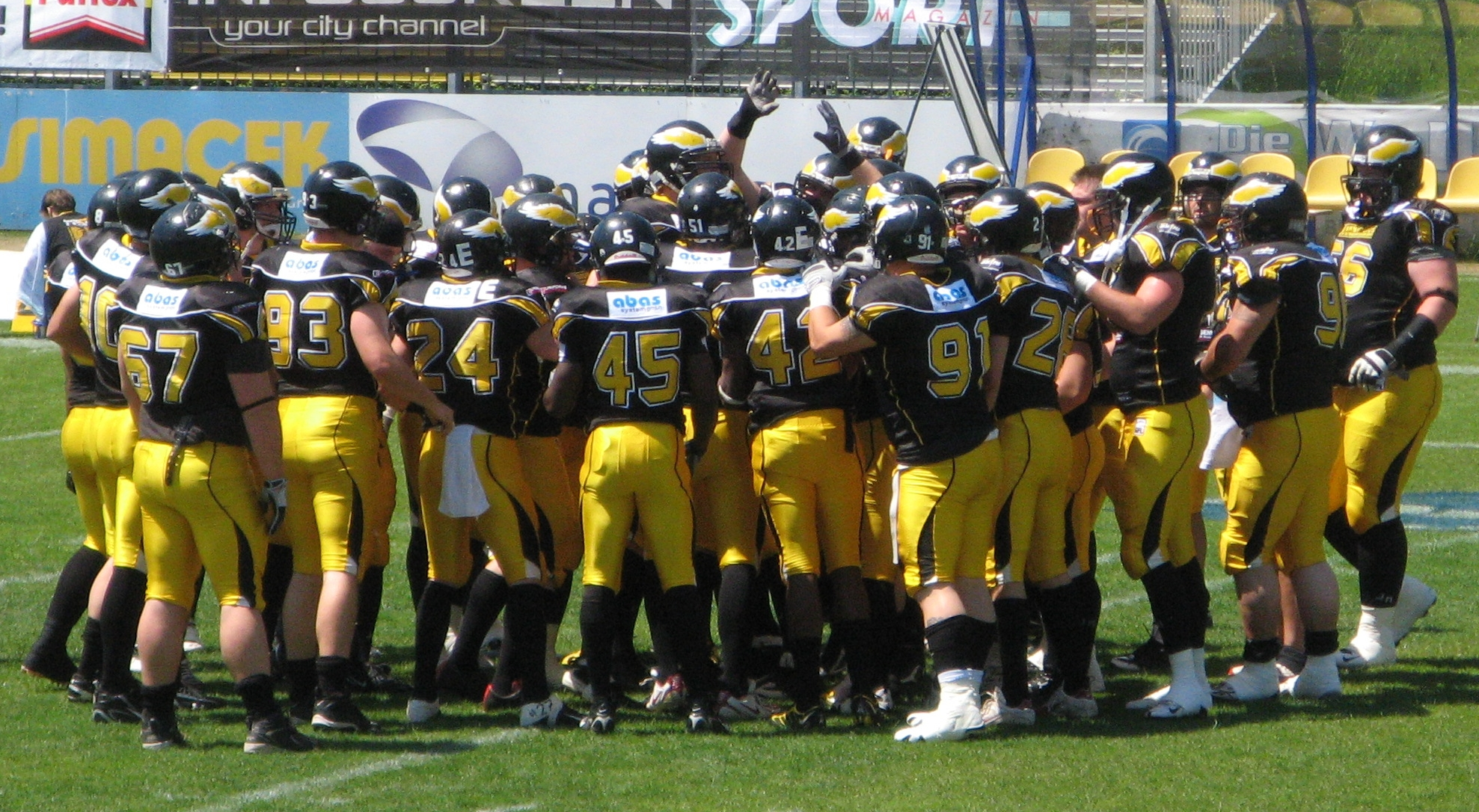
Jugadors del Berlin Adler a l'Eurobowl de 2010

Berlin Adler ("Àguiles de Berlín“ en català) és un equip de futbol americà de Berlín. L'equip va ser fundat el 12 de febrer de 1979 amb el nom de Berliner Bären ("ossos de Berlín” en català) i els seus colors eren el vermell i el blanc, però el 1981 es va fusionar amb el BSC Wilmersdorf, canviant el nom i els colors als actuals.

## Palmarès
- Lliga alemanya: 5 campionats (1987, 1989, 1990, 1991, 2004 i 2009).
- Copa de l'EFAF: 1 campionat (2008).
- Lliga Europea de Futbol Americà: 1 campionat (2010) i 1 subcampionat (1991).